# Odorico Politi
Odorico Politi (né à Udine, le 27 janvier 1785 et mort à Venise, le 18 octobre 1846) est un peintre italien.

## Biographie
Odorico Politi est né à Udine et a étudié à Venise à l'Académie des beaux-arts de Venise avec Teodoro Matteini . En 1812, il revient à Udine et commence une carrière de peintre de fresques néoclassiques, spécialisé dans les sujets historiques et mythologiques. Certaines de ces fresques sont conservées au Palais Antonini, et au Palais Royal Napoléon à Venise. En 1831, il est nommé professeur à l'Académie de Venise. Parmi ses étudiants notables figurent Pompeo Marino Molmenti, Antonio Dugoni, Fausto Antonioli, Antonio Zòna et Cesare Dell'Acqua.

## Œuvres
Les fresques de Politi avec des sujets religieux se trouvent dans les églises d'Attimis, Clauzetto, Pavie di Udine, Tarcento, Trieste, Udine, Venise et Vito d'Asio :
- Portrait de Canova - 1810 - Musées civiques d'Udine
- Portrait du comte GB Bartolini - 1823
- Le Modèle du peintre - 1838
- Sainte Philomène, Rome sauvée par des Anges - 1838 - Cathédrale de Rovigo
- Portrait de l'abbé Angelo Dalmistro - 1839
- Autoportrait - 1840 - Musées civiques d'Udine
- Hélène jouée aux dés par Thésée et Pirithoüs, Museo civico Luigi Bailo Trévise

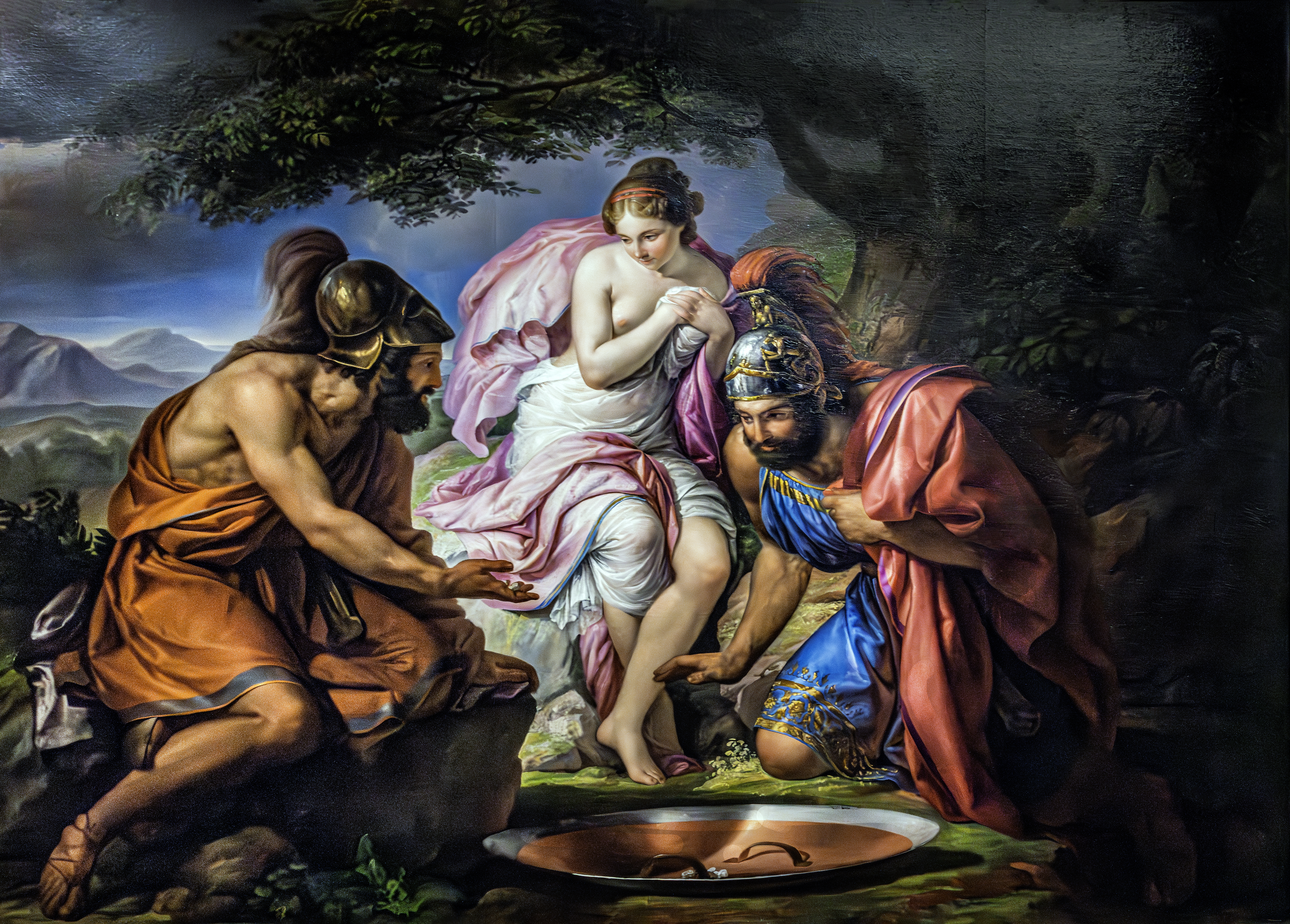
Hélène jouée aux dés par Thésée et Pirithoüs[4].
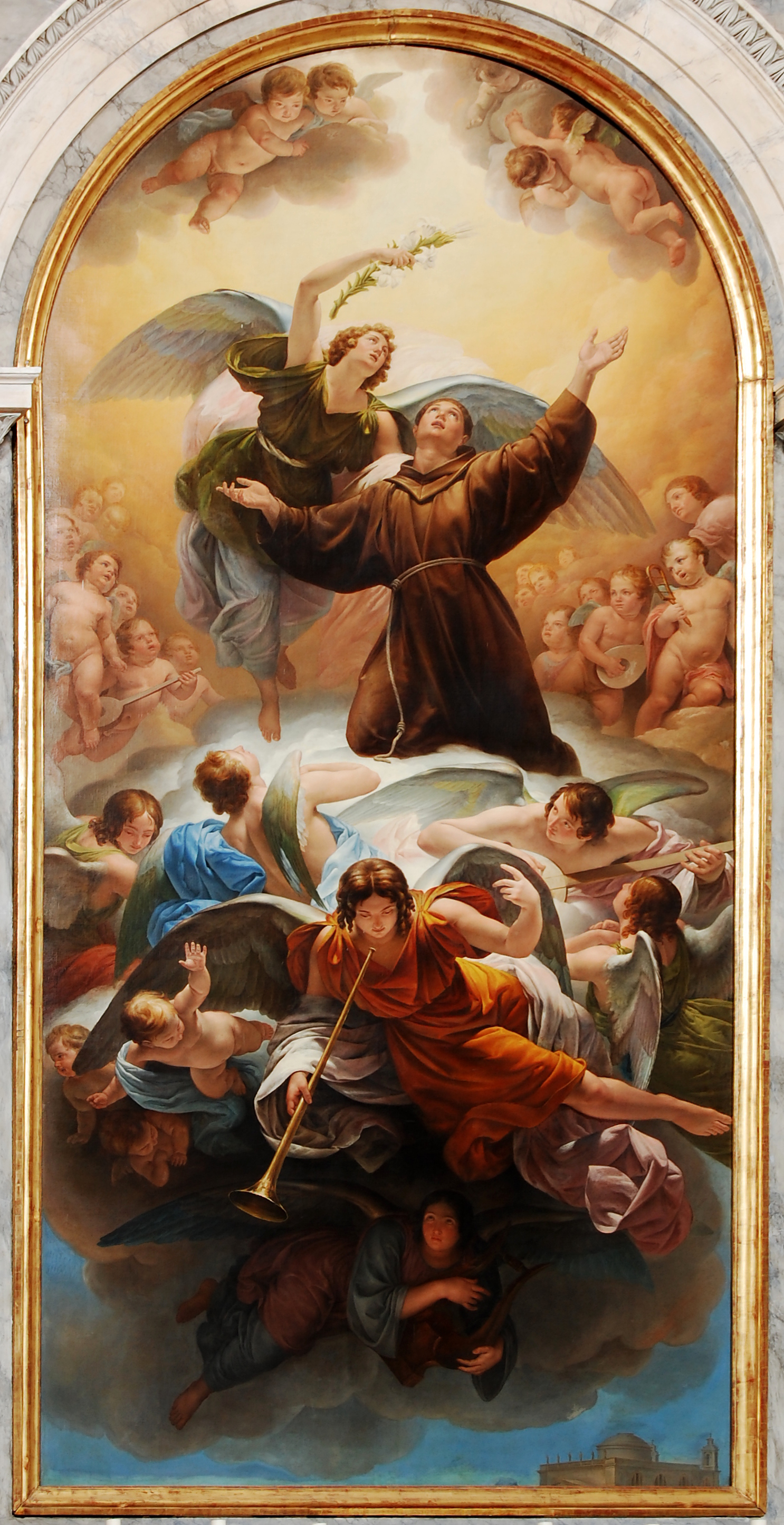
Sant'Antonio in Gloria fresque à Église Sant'Antonio Taumaturgo de Trieste.